# Eupithecia necessaria
Eupithecia necessaria är en fjärilsart som beskrevs av András Vojnits 1977. Eupithecia necessaria ingår i släktet Eupithecia och familjen mätare. Inga underarter finns listade i Catalogue of Life.